# عبد المجيد الدين الجيلاني
عبد المجيد الدين الجيلاني هو لاعب كرة قدم مغربي من مواليد 17 أبريل 1979، يشغل مركز مهاجم بنادي اتحاد المحمدية.

## روابط خارجية
- عبد المجيد الدين الجيلاني على موقع قاعدة بيانات كرة القدم.إي يو (الإنجليزية)